# Oßhalden
Oßhalden ist einer von 37 Ortsteilen der baden-württembergischen Stadt Crailsheim im Landkreis Schwäbisch Hall.

## Geografie
Der Weiler liegt etwa sieben Kilometer ostsüdöstlich von Crailsheim auf einer Höhe von 464 m ü. NHN. Naturräumlich befindet sich die Ortschaft in einem Talkessel der Crailsheimer Hardt, rechtsseits des hier etwa südwärts laufenden Reiglersbaches.

## Geschichte

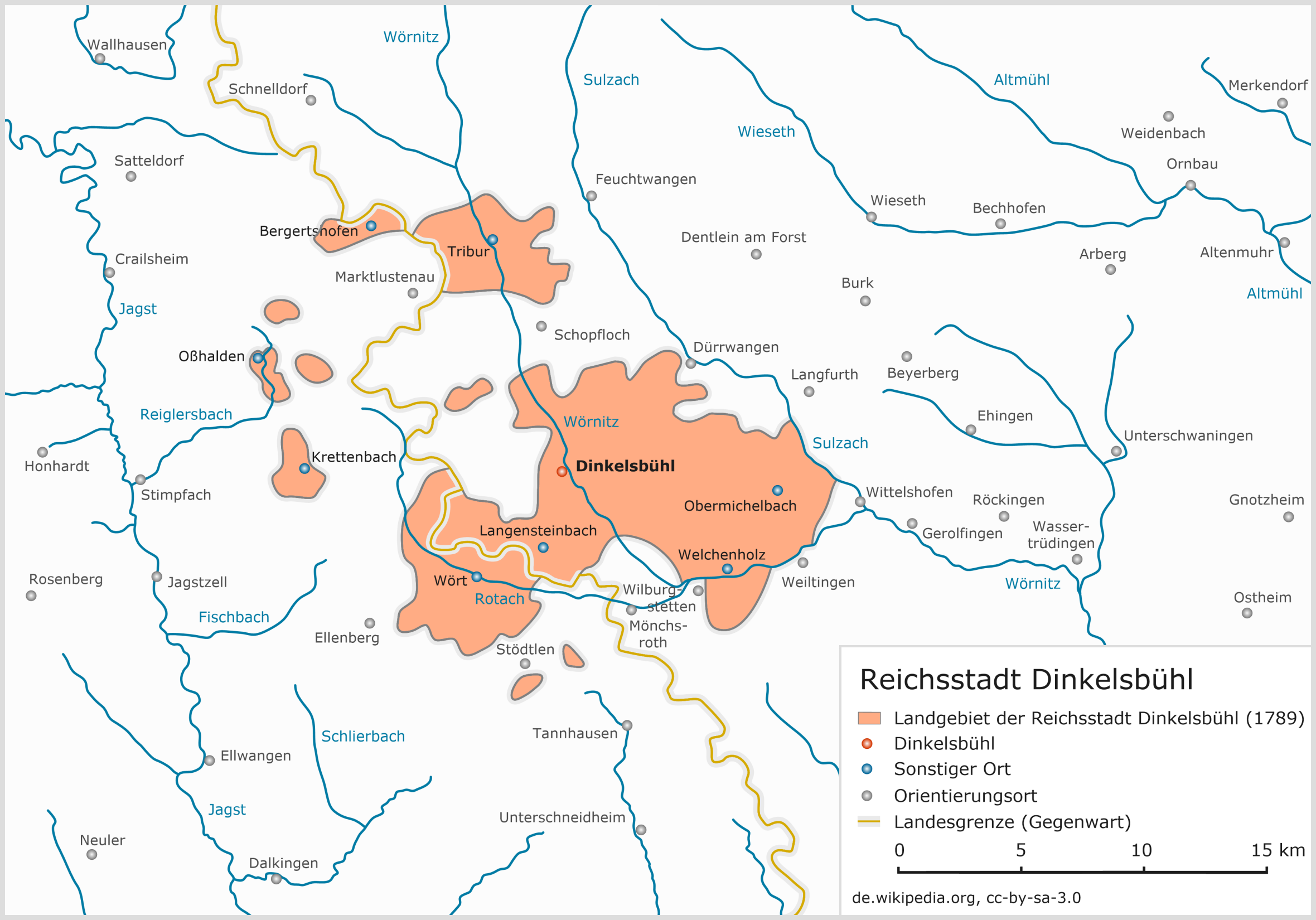
Das Landgebiet der Reichsstadt Dinkelsbühl

Oßhalden wurde unter dem Namen Aschalden 1345 zum ersten Mal in einer Urkunde erwähnt, in einer weiteren Nennungen wird der Ort 1357 als Oshalden bezeichnet. Während des 14. Jahrhunderts gaben die Grafen von Helfenstein Lehensgüter in Oßhalden aus, weitere Besitzungen befanden sich in der Hand der Freiherren von Ellrichshausen. Im 15. Jahrhundert wurde nahezu die gesamte Ortschaft von der Reichsstadt Dinkelsbühl erworben und bildete bis zum Ende des Heiligen Römischen Reiches eine Exklave dieses Territoriums, zu der auch noch die beiden Gehöfte Klinglesmühle und Nestleinsberg gehörten. Lediglich die Adelsfamilie Geyer von Goldbach und das hohenzollernsche Fürstentum Brandenburg-Ansbach behielten einen geringen Besitzanteil in Oßhalden. Die Vogteiliche Obrigkeit wurde von den Grundherren des Ortes ausgeübt, die anderen Herrschaftsrechte lagen in der Hand von Brandenburg-Ansbach, darunter vor allem die Hochgerichtsbarkeit.
Nachdem die Existenz der Reichsstadt Dinkelsbühl mit dem Reichsdeputationshauptschluss 1802/1803 ihr Ende gefunden hatte, gelangte Oßhalden in der Folgezeit in den Besitz des Königreichs Württemberg. Danach gehörte der Ort zum neu geschaffenen Oberamt Crailsheim und wurde durch die zu Beginn des 19. Jahrhunderts im Königreich Württemberg durchgeführten Verwaltungsreformen zu einem Bestandteil der eigenständigen Landgemeinde Westgartshausen, zu der auch noch die Weiler Lohr, Ofenbach, Schüttberg, Wegses und Wittau sowie das Gehöft Mittelmühle gehörten. Seit dem Jahr 1973 ist Oßhalden ein Ortsteil von Crailsheim, nachdem es im Zuge der kommunalen Gebietsreform zusammen mit der gesamten Gemeinde Westgartshausen in die Stadt Crailsheim inkorporiert worden ist.

## Verkehr
Den Anschluss an das öffentliche Straßenverkehrsnetz stellt eine Gemeindeverbindungsstraße her, die zwischen den beiden Kreßberger Ortsteilen Neuhaus und Bergbronn von der Landesstraße L 2218 abzweigt und über Mistlau südlich nach Oßhalden führt. Von dort läuft sie den Reiglersbach entlang weiter bis zur Klinglesmühle, wo sie in die Kreisstraße K 2645 einmündet. Eine weitere Gemeindeverbindungsstraße zweigt am südlichen Ortsrand von Oßhalden ab und führt in westsüdwestlicher Richtung zum 500 m ü. NHN hoch gelegenen Nachbarort Schüttberg hinauf, wo sie ebenfalls an der Kreisstraße K 2645 endet.